# Carajathemis simone
Carajathemis simone là loài chuồn chuồn trong họ Libellulidae. Loài này được Machado mô tả khoa học đầu tiên năm 2012.